# ヒスイ海岸 (曲)
『ヒスイ海岸』（ヒスイかいがん）は、女性3人組ユニットきときとが歌った富山県の歌。作詞は秋元康、作曲は後藤次利。当時きときとのメンバーだった竹内沙帆が所属する女性デュオ唄奴がセルフカバーしている。

## 概要
- NHK衛星第2テレビの番組『おーい、ニッポン』の企画「あなたが歌う県のうた」（47都道府県それぞれの県の歌を秋元康がプロデュースし、公開オーディションで選ばれた地元の一般参加者がその歌を歌うというプロジェクト）の第1回放送『おーい、ニッポン 今日はとことん富山県』（1998年10月25日）で作られた楽曲。
- オーディションに合格した、竹内沙帆、小沢美香、加藤文恵の3人で構成されたユニットきときとが歌った。
- 1999年4月1日にコロムビアミュージックエンタテインメントからマキシシングルとしてリリースされた。カップリングは高知県の歌で、『五色石』（歌：武島秀子）。
- 歌詞に「ヒスイ海岸」の他、「富山空港」や「古城公園」が登場する。
- DAMやJOYSOUNDなどの通信カラオケでは、きときと名義で配信されている。